# 나니아 연대기: 새벽 출정호의 항해
《나니아 연대기: 새벽 출정호의 항해》(The Chronicles of Narnia: The Voyage of the Dawn Treader)는 C.S.루이스의 소설 《나니아 연대기》 시리즈 중 하나인 새벽 출정호의 항해를 영상화한 2010년 영화이다.

## 줄거리
페번시가 남매 중 에드먼드와 루시, 그리고 사촌 유스티스는 어느 날, 방에 걸려 있는 그림 속 바다에서 배가 나타나 조금씩 다가오더니 한 순간, 물이 넘쳐 나면서 나니아의 세계로 빨려 들어간다. 실종된 7명의 영주들을 찾아 ‘론 아일랜드’로 가던 캐스피언 일행과 만나 새벽 출정호에 승선, 새로운 모험 길에 오르게 된다. 가장 먼저 도착한 ‘론 아일랜드’. 그곳의 영주인 베른에게서 언제부턴가 정체를 알 수 없는 안개가 피어 오르고, 그 안개 속으로 끌려들어간 배와 사람들은 영영 돌아오지 않는다는 이야기와 함께 아슬란에게서 받은 7개의 마법의 칼을 소지한 7명의 영주가 흩어지면서 힘이 약해져 악의 안개가 피어 오르기 시작했다는 사실을 알게 된다. 위험에 처한 나니아의 운명은 이제 이들 손에 맡겨지고, 5개의 신비한 섬에서 만나는 상상 속 생물들, 사악한 적들과 맞서게 되는데…http://movie.naver.com/movie/bi/mi/basic.nhn?code=49532</ref>

## 영화 개봉 정보
- 이 영화는 전국의 CGV 4D 플렉스에서 4D 영화로 상영되었다.
- 2010년 12월 4일부터 12월 5일까지 전국 155개 상영관에서 유료 시사회를 진행하였다. 유료 시사회는 디지털 3D와 디지털 4D로 진행되었다. 이 때문에, 사실상 영화가 12월 4일에 개봉한 꼴이 되어버렸다.
- 기존 개봉일인 12월 9일보다 하루 앞당겨진 2010년 12월 8일, 필름 2D, 디지털 2D, 디지털 3D, 리얼디 3D, 디지털 4D의 상영 형식으로 영화가 개봉하였다.
- 2010년 12월 23일부터 한국어 더빙버전이 상영되었다.

## 사운드트랙
2010년 12월 9일, 나니아 연대기: 새벽 출정호의 항해 오리지널 사운드트랙(OST)이 발매되었다. 사운드트랙에 영화의 엔딩 크레딧 음악으로 사용되었던 캐리 언더우드의 There's a Place for Us는 포함되지 않았다.

## 캐스팅
- 벤 반스 - 캐스피언 왕
- 윌리엄 모즐리 - 피터 페벤시
- 조지 헨리 - 루시 페벤시
- 윌 폴터 - 유스터스 스크럽
- 스캔다 케인스 - 에드먼드 페벤시
- 사이먼 페그 - 리피칩
- 게리 스위트 - 로드 드리니언
- 아서 엔젤 - 린스
- 틸다 스윈턴 - 하얀 마녀
- 샤인 랜지 - 타브로스 더 미노터
- 콜린 무디 - 퍼그
- 테리 노리스 - 로드 번
- 데이비드 밸론 - 거버너 검파스
- 리엄 니슨 - 아슬란